# 1818 au royaume uni des Pays-Bas
Chronologie des Pays-Bas
- 1814
- 1815
- 1816
- 1817
- 1818
- 1819
- 1820
- 1821
- 1822

Cette page recense des événements qui se sont produits durant l'année 1818 au royaume uni des Pays-Bas.

## Chronologie
- Ouverture du Rijksmuseum van Oudheden (musée national des Antiquités) à Leyde.

## Naissances
- 6 janvier : Édouard Huberti, peintre belge († 12 juin 1880).
- 3 avril : Jean-François Portaels, peintre belge († 8 février 1895).
- 24 juillet : Félix Godefroid, harpiste et compositeur belge († 12 juillet 1897).

## Décès
- 4 juin : Egbert van Drielst, peintre (° 12 mars 1745).